# Liste der Baudenkmäler im Bonner Ortsteil Plittersdorf
Die folgende Liste enthält in der Denkmalliste ausgewiesene Baudenkmäler auf dem Gebiet des Bonner Ortsteils Plittersdorf im Stadtbezirk Bad Godesberg.
Hinweis: Die Reihenfolge der Denkmäler in dieser Liste orientiert sich an den Straßennamen und ist alternativ nach Hausnummern, Denkmallistennummer oder Bezeichnung sortierbar.
Basis ist die offizielle Denkmalliste der Stadt Bonn (Stand: 15. Januar 2021), die von der Unteren Denkmalbehörde geführt wird. Grundlage für die Aufnahme in die Denkmalliste ist das Denkmalschutzgesetz Nordrhein-Westfalens.
| Bild                                    | Bezeichnung                                                                                              | Lage | Beschreibung | Bauzeit                       | Eingetragen seit  | Denkmal- nummer |
| --------------------------------------- | --- | --- | --- | ----------------------------- | ----------------- | --------------- |
| weitere Bilder                          | „Villa Cahn“ mit Nebengebäuden und Teilen der ehemaligen Parkanlage                                      | Am Büchel 55/57 Karte | | 1868–1870                     |                   | A 911           |
| Steinwegekreuz Rüngsdorf                | Steinwegekreuz Rüngsdorf                                                                                 | Am Büchel geg. 55 | | 1717                          |                   | A 1845          |
| weitere Bilder                          | | Am Schaumburger Hof 6 Karte | Dreiflügelige Fachwerkhofanlage:185 | 18. Jahrhundert:185           |                   | A 1047          |
| weitere Bilder                          | Schaumburger Hof                                                                                         | Am Schaumburger Hof 10 Karte | Fachwerkhaus | 18. Jahrhundert               |                   | A 1872          |
| weitere Bilder                          | Mausoleum der Familie von Carstanjen                                                                     | Auerhofstraße Karte | Architekten: August Hartel, Skjøld Neckelmann (Entwurf 1889), Johannes Baptist Kleefisch (Ausführung) | 1895–1896                     |                   | A 3687          |
| weitere Bilder                          | Treppenaufgang                                                                                           | Dollendorfer Straße / Von-Sandt-Ufer Karte | |                               |                   | A 218           |
| weitere Bilder                          | Ehemalige Villa von Meier                                                                                | Dollendorfer Straße 10 Karte | | 1909–1910                     |                   | A 2271          |
| weitere Bilder                          | Ehemalige Villa Cleff                                                                                    | Dollendorfer Straße 15 / Von-Sandt-Ufer Karte | | Vor 1894                      |                   | A 3822          |
| weitere Bilder                          | „HICOG-Siedlung Plittersdorf“                                                                            | Europastraße 1, 3/5, 7, 9/11, 13, 15, 17/19, 21, 2, 4/6, 8, 10/12, 14, 16/18/20/22, 24/26, 28/30/32, Kennedyallee 123/125/127, 110, 114, 116, 118, 120, 122, 122 a, 140, 142, 144, 146, 150, Kolumbusring 1, 2, 3/5, 7, 9/11, 13/15, 17, 19/21, Martin-Luther-King-Straße 1, 3/5, 7/9, 11/13, 15/17, 19/21, 23/25/27, 10, 12, 14, 36, 38, 40, Steubenring 1/3/5, 7/9, 11, 13/15, 17/19, 2, 4/6, 8, 10/12, Turmstraße 38–44 Karte | | 1951                          | 14. August 2000   | A 3620          |
| weitere Bilder                          | Steinwegekreuz Plittersdorf 1740                                                                         | Gotenstraße/Yorckstraße Karte | Inschrift: 1740 hat Peter Schmitz Gerichtscheffn und Maria Limerstorff Henricus Knauff und Eva Kaulen dieses zu Ehren Gottes aufgerisht | 1740                          |                   | A 3820          |
| weitere Bilder                          | Tor, Pförtnerhaus und Kapelle des Zentralfriedhofs Bad Godesberg                                         | Gotenstraße 142 Karte | Architekt: Willy Maß:103 | 1930                          |                   | A 3436          |
| weitere Bilder                          | Kath. Pfarrkirche St. Evergislus incl. Steinwegekreuz 1635 und Friedhof Plittersdorf                     | Hardtstraße 13 Karte | | 1871–1875, 1911 (Erweiterung) |                   | A 4049          |
| BW                                      | 1-geschossige Villa                                                                                      | Kennedyallee 2 Karte | mit Wintergarten von 1919 | 1913                          | 22. April 1987    | A 1143          |
| BW                                      | 1-geschossige Villa                                                                                      | Kennedyallee 4 Karte | | 1913                          |                   | A 1148          |
| BW                                      | | Leonardusstraße 18 Karte | Fachwerkhaus | 1786:23                       |                   | A 3156          |
| weitere Bilder                          | Villa Carstanjen mit Park                                                                                | Martin-Luther-King-Straße 8 Karte | schlossartiges Anwesen; 1881 von Wilhelm Adolf von Carstanjen erworben, durch diesen Errichtung des heutigen Schlosses anstelle des vorhandenen Gebäudes; der Altbau bestehend aus einem winkelförmigen, dreigeschössigen Baukörper, dem zwei Rundtürme aufgesetzt sind | 1895–1896, 1906–1907          |                   | A 1654          |
| Ehemaliges Wasserwerk Plittersdorf      | Ehemaliges Wasserwerk Plittersdorf                                                                       | Martin-Luther-King-Straße 24 Karte | | 1901                          |                   | A 3968          |
|                                         | | Plittersdorfer Straße 116 Karte | | 1929/1930                     |                   | A 2827          |
|                                         | | Plittersdorfer Straße 118 Karte | | 1929/1930                     |                   | A 3837          |
| Wohngebäude (erweitertes Villenviertel) | Wohngebäude (erweitertes Villenviertel)                                                                  | Plittersdorfer Straße 178 Karte | | 1912                          | 13. November 1984 | A 650           |
| Wohngebäude                             | Wohngebäude                                                                                              | Rheinallee 65 Karte | Architekt: Willy Maß | 1911                          | 22. Februar 2002  | A 3777          |
| BW                                      | freistehende Villa                                                                                       | Rheinallee 69 Karte | | 1906                          | 20. Dezember 1993 | A 2926          |
| BW                                      | Villa „Dahlmann“                                                                                         | Simrockallee 34 Karte | Architekt: Karl Schwarz (1886–1959) | 1928–1929                     |                   | A 3270          |
| BW                                      | | Steinstraße 8 Karte | |                               |                   | A 4139          |
| BW                                      | | Steinstraße 10 Karte | Fachwerkhaus |                               |                   | A 4155          |
| weitere Bilder                          | | Steinstraße 47 Karte | Architekt: Willy Maß; Bauhausstil:107 | 1929:107                      | 1984              | A 628           |
| Kriegerehrenmal Plittersdorf            | Kriegerehrenmal Plittersdorf                                                                             | Turmstraße/Am Schaumburgerhof Karte | |                               |                   | A 3839          |
| BW                                      | Ehemalige Villa „Mittelstrahs“ einschließlich Kutschergebäude (Hofstraße 5) und gemeinsame „Einfriedung“ | Turmstraße 4/4b Karte | | um 1882:12                    |                   | A 3290          |
| BW                                      | Ehemaliges Pfarrhaus Plittersdorf                                                                        | Turmstraße 8 Karte | als Rektoratswohnung entstanden, ab 1871 Pfarrhaus:24 | 1847:24                       |                   | A 3667          |
| BW                                      | | Turmstraße 13 Karte | |                               |                   | A 4016          |
| weitere Bilder                          | Turmhof inklusive Park und Einfriedung                                                                   | Turmstraße 29–31 Karte | Klassizistische Villa | um 1840                       | 22. Dezember 2003 | A 3842          |
| weitere Bilder                          | Evangelische Christuskirche                                                                              | Wurzerstraße (31) Karte | Architekt: Otto Bartning | 1953                          |                   | A 4035          |
| BW                                      | | Ubierstraße 9 Karte | |                               |                   | A 4127          |
| Wohnhaus                                | Wohnhaus                                                                                                 | Ubierstraße 21 Karte | Teil einer Reihenhausgruppe | 1907                          | 12. Oktober 1995  | A 3205          |
|                                         | | Ubierstraße 23 Karte | Teil einer Reihenhausgruppe | 1907                          |                   | A 634           |
| Wohngebäude                             | Wohngebäude                                                                                              | Ubierstraße 25 Karte | Teil einer Reihenhausgruppe | 1907                          | 12. Februar 1996  | A 3225          |
|                                         | | Yorckstraße 2 Karte | |                               |                   | A 3814          |
|                                         | | Yorckstraße 4 Karte | |                               |                   | A 3817          |
|                                         | | Yorckstraße 6 Karte | |                               |                   | A 3824          |